# Buekorps
Buekorps er organisationer, hovedsagelig for drenge i Bergen i Norge. Buekorps har eksisteret i Stavanger og Trondheim. I dag associeres fænomenet buekorps helt og holdent med Bergen, særligt til byens ældste bydele som Skuteviken og Nordnæs. Oprindeligt var buekorps kun for drenge, men i 1991 etablerede Vågens bataljon en korps for piger, og i dag findes flere buekorps også for piger. Korpsene er inddelt i enheder efter militært mønster.

## Udrustning
Tøj og insignier er nøje regulerede. Alle buekorpsmedlemmer er udrustede med våbenattrapper (armbrøst, legetøjsgeværer m.v.) samt uniform. Deltagerne er mellem 10 og 20 år. De enkelte korps er selvstyrende, og det er ikke tillad for voksne at blande sig i styringen. Tidligere korpsmedlemmer, veteraner, kan medvirke og bidrage økonomisk til korpsene.
Buekorpsene har ingen militære opgaver. Medlemmerne deltager i ceremonier, i parader og opvisninger. Marshsæsonen, der begynder i marts løber til og med maj måned. 
Skutevikens Buekorps, der i hvert fald siden 1853 har haft en bataljon, regnes for det ældste buekorps.

## Eksterne links
- Wikimedia Commons har flere filer relateret til Buekorps
- Buekorpsene.com Arkiveret 22. marts 2012 hos  Wayback Machine